# Episodi di Les Mystères de l'amour (prima stagione)
La prima stagione della serie televisiva Les Mystères de l'amour è andata in onda in Francia dal 12 febbraio 2011 al 7 maggio 2011 sul canale Telemontecarlo.
In Italia è inedita.
| nº | Titolo originale               | Titolo italiano | Prima TV Francia | Prima TV Italia |
| -- | ------------------------------ | --------------- | ---------------- | --------------- |
| 1  | L'impossible retour (Partie 1) |                 | 12 febbraio 2011 |                 |
| 2  | L'impossible retour (Partie 2) |                 | 12 febbraio 2011 |                 |
| 3  | Délivrance                     |                 | 19 febbraio 2011 |                 |
| 4  | Dérives                        |                 | 19 febbraio 2011 |                 |
| 5  | Stratagèmes                    |                 | 26 febbraio 2011 |                 |
| 6  | Mensonges                      |                 | 26 febbraio 2011 |                 |
| 7  | Ultimatum                      |                 | 5 marzo 2011     |                 |
| 8  | Sacrifice                      |                 | 5 marzo 2011     |                 |
| 9  | Danger immédiat                |                 | 12 marzo 2011    |                 |
| 10 | Blessures                      |                 | 12 marzo 2011    |                 |
| 11 | Pièges                         |                 | 19 marzo 2011    |                 |
| 12 | Souvenirs                      |                 | 19 marzo 2011    |                 |
| 13 | L'appât                        |                 | 26 marzo 2011    |                 |
| 14 | Retours imprévus               |                 | 26 marzo 2011    |                 |
| 15 | Confessions                    |                 | 2 aprile 2011    |                 |
| 16 | Disparition subite             |                 | 2 aprile 2011    |                 |
| 17 | Obsession fatale               |                 | 9 aprile 2011    |                 |
| 18 | Séquestration                  |                 | 9 aprile 2011    |                 |
| 19 | In extremis                    |                 | 16 aprile 2011   |                 |
| 20 | Nouveau départ                 |                 | 16 aprile 2011   |                 |
| 21 | Troublante investigation       |                 | 23 aprile 2011   |                 |
| 22 | Machination                    |                 | 23 aprile 2011   |                 |
| 23 | Au pied du mur                 |                 | 30 aprile 2011   |                 |
| 24 | L'échange                      |                 | 30 aprile 2011   |                 |
| 25 | Retrouvailles                  |                 | 7 maggio 2011    |                 |
| 26 | Ultimes révélations            |                 | 7 maggio 2011    |                 |